# Пуханов, Виталий Владимирович
Вита́лий Влади́мирович Пуха́нов (род. 31 июля 1966, Киев, Украинская ССР, СССР) — российский поэт,  литературный деятель, член Союза писателей России.

## Биография
Учился в школе-интернате, служил в армии. Окончил Литературный институт имени А. М. Горького. Занимался в «Лаборатории первой книги» при Московской писательской организации, которой руководила Ольга Чугай.
В начале 1990-х гг. вступил в Союз писателей России. Публиковал стихи с начала 1990-х гг., в 1995 году выпустил первую книгу.
В конце 1990-х — начале 2000-х годов был редактором отдела прозы журнала «Октябрь». В 2003—2016 гг. ответственный секретарь молодёжной литературной премии «Дебют». В 2019—2021 гг. куратор премии «Поэзия».
Живёт в Москве. Женат на писательнице Ольге Славниковой.

## Творчество
Данила Давыдов писал о поэзии Виталия Пуханова:
Пуханов — поэт необычайной точности. Мощь его стихов проистекает из едва заметных, внутриатомных смещений ритма, синтаксиса и семантики, с завидным упрямством ускользающих от аналитического инструментария. То, что происходит благодаря этим смещениям, имеет не престидижитаторскую, но алхимическую природу, является не фокусом, но трансмутацией.

## Литературные премии
- Первый и последний лауреат учреждённой под эгидой Литературного института имени А. М. Горького премии имени Мандельштама.
- Лауреат Премии Андрея Белого (2021; в 2020 году входил в короткий список).

### Публикации Виталия Пуханова

#### Книги
- Пуханов Виталий. Деревянный сад: Стихотворения. — М.: Творческий центр «Новая юность», 1995. — 127 с.
- Пуханов Виталий. Плоды смоковницы: Книга стихов. — Екатеринбург: У-Фактория, 2003. — 176 с.
- Пуханов Виталий. Школа Милосердия: Книга стихов. — М.: Новое литературное обозрение, 2014. — 200 с.
- Пуханов Виталий. Один мальчик: хроники. — М.: Группа Компаний «РИПОЛ классик» / «Пальмира», 2020. — 319 с. — (Пунктиры).

#### Интервью
- Бабицкая Варвара. Виталий Пуханов: «Мы выполняем роль социальной защиты» // OpenSpace.ru. — 16 июня 2009 года.

### О Виталии Пуханове
- Давыдов Данила. Аскетизм естественного отбора: [Рецензия на книгу: Виталий Пуханов. Плоды смоковницы. — Екатеринбург.: У-Фактория, 2003. — 176 с.] // НЛО. — 2004. — № 65.

- Львовский Станислав. Разговор о невозможности разговора: [Предисловие к книге: Виталий Пуханов. Школа милосердия. — Москва.: Новое Литературное обозрение, 2013. — 200 с.] // НЛО. — 2013. — С. 5—21.

- Львовский Станислав. «Видит горы и леса»: История про одно стихотворение Виталия Пуханова [Новое Литературное обозрение, №96, 2009] // НЛО. — 2009. — С. 256—268.